# Mudschahedin im Bosnienkrieg

Das ebenfalls von den Mudschahedin im Bosnienkrieg verwendete Schwarze Banner.

Sogenannte Mudschahedin (serbokroatisch mudžahedini) kämpften während des Bosnienkriegs in paramilitärischen Freiwilligenverbänden in den Reihen der Armee von Bosnien und Herzegowina. Die bis zu 6000 muslimischen Freiwilligen kamen überwiegend aus Afghanistan, Albanien, Sandžak, Tschetschenien, Ägypten, Iran, Jordanien, Libanon, Pakistan, Saudi-Arabien, Sudan, Türkei und Jemen. Sie verübten zahlreiche Kriegsverbrechen an Serben und Kroaten.

## Geschichte

### Entstehung
Einige von ihnen waren ursprünglich humanitäre Helfer, während die Mehrzahl bereits in Afghanistan und anderen Kriegsgebieten gekämpft hatte und auf illegalem Weg nach Bosnien eingeschleust wurde. Darunter waren zahlreiche al-Qaida-Anhänger, die von Osama bin Laden nach Bosnien geschickt wurden und während des gesamten Krieges relativ autonom kämpften.

### Kriegseinsatz

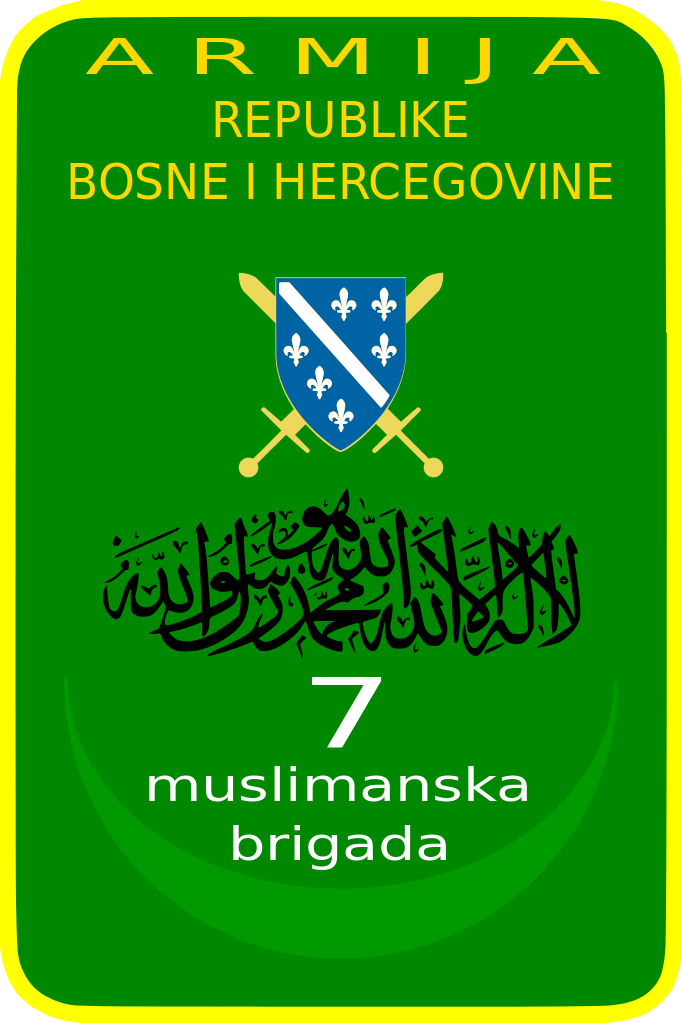
Ärmelabzeichen der 7. muslimischen Gebirgsbrigade, in der Farbe des Islam mit Schahāda und Hilal.

Im Oktober 1992 stellte die bosnische Armee die 7. muslimische Gebirgsbrigade (7. muslimanska brdska brigada) auf, die dem 3. Korps Zenica zugeordnet war. Zu dieser Brigade gehörte die am 13. August 1993 in Travnik gegründete Militäreinheit El Mudžahid, die von der bosnischen Armee aufgestellt wurde, um die Kontrolle über die ausländischen Kämpfer zu bekommen. Die relativ unabhängig kämpfende Einheit bestand aus 600 Bosniaken, viele von ihnen aus Sandžak und 200 ausländischen Mudschahedin. Laut einem UN-Bericht von 1995 war die Einheit abhängig von Lieferungen der bosnischen Armee. Im Dezember 1995 wurden neben der 7. weitere sechs leichte „Muslimische Befreiungsbrigaden“ (Muslimanska oslobodilačka brigada) aufgestellt und unterschiedlichen Korps zugeordnet, nämlich die 4., 9., 17., 447., 448. und 807. Brigade. Jeder dieser jeweils etwa 2000 Mann starken Brigaden gehörten dabei 750 bis 1000 ausländische Mudschahedin an.
Bei der Bewaffnung der Bosniaken wurde das UN-Waffenembargo mehrfach von den USA unterlaufen, um die bosnische Armee und die Mudschahedin mit Waffen und Ausrüstung zu versorgen. US-Geheimdienste schmuggelten dabei Kriegsgerät durch Kroatien in Zusammenarbeit mit der iranischen Regierung und der libanesischen Hisbollah.

### Kriegsverbrechen
Die von den Mudschahedin verübten Gräueltaten, vor allem von der Militäreinheit El Mudžahid, wurden unter anderem in Zentralbosnien und der Region von Ozren verübt. Der bosnische Präsident Alija Izetbegović sowie der Oberbefehlshaber der ARBiH in diesem Gebiet, Rasim Delić, sollen nach diesen Vorfällen, abgesehen von eingeleiteten Ermittlungen, nichts gegen die Kriegsverbrechen unternommen haben.
So wurden beim Massaker von Maline oberhalb von Travnik am 8. Juni 1993 eine Gruppe gefangener bosnisch-kroatischer Soldaten und Zivilisten von bosnischen Soldaten eskortiert. 30 davon wurden auf dem Weg von Maline nach Mehurići von Mudschahedin übernommen. Als die Gruppe Bikoši erreichte, wurde ein Gefangener bei dem Versuch zu fliehen erschossen. Kurz darauf fing ein weiterer Gefangener an zu schreien. Die Mudschahedin eröffneten daraufhin das Feuer auf die Gefangenen. Mindestens 24 Gefangene starben und mindestens 5 Gefangene überlebten verletzt.
Am 21. Juli 1995 wurden zwei Gefangene geköpft.

Am 11. September 1995 seien ungefähr 60 serbische Soldaten und Zivilisten gefangen genommen und bis auf drei Ausnahmen getötet worden. Ebenfalls seien drei serbische Frauen gefangen genommen und in ein Lager gebracht worden. Am 17. September 1995 sei ein serbischer Zivilist gefangen genommen worden. Er verstarb nach einigen Tagen entweder an Verletzungen durch Schläge oder durch den Verzehr von schlechtem Wasser oder durch eine Kombination von beidem.
Die ersten Opfer, die ausgegraben wurden, waren serbische Soldaten und Zivilisten. Wie die Gutachterin Sabiha B. Silajdžić sagt, hatte kein einziges ausgegrabenes Opfer einen Kopf und bei vielen fehlten auch einige Finger. Die meisten Opfer waren nicht älter als 30 Jahre.
Bisher sind 192 Enthauptungsrituale an serbischen Soldaten und Zivilisten seitens der Mudschahedin bekannt.

### Nachkriegszeit
Nach Kriegsende sollten die ausländischen Kämpfer entsprechend dem Vertrag von Dayton Bosnien und Herzegowina verlassen. Jedoch erhielten zahlreiche Kämpfer bosnische Pässe. Nach 2005 entzog Bosnien und Herzegowina vielen ehemaligen Mudschahedin die Staatsbürgerschaft und verwies sie des Landes. Dennoch stellen einige von ihnen, besonders jene, die im Landesinneren ganze Dörfer besiedelt haben und dort abgeschottet leben, für die Behörden bis heute ein Problem dar. Bekannte Mudschahedin während dieser Periode sind Abdelkader Mokhtari, Fateh Kamel und Karim Said Atmani.
So siedelten sich im Dorf Gornja Maoča bei Tuzla anstelle der früheren überwiegend vertriebenen serbischen Bewohner islamistische Kämpfer aus Afghanistan und anderen Nationen an, die auf der Seite der Bosniaken als Mudschahedin gekämpft hatten. Diese Ansiedlung war möglich, weil diese Kämpfer während des Krieges einheimische Frauen geheiratet hatten und deshalb das Land nach dem Ende des Krieges nicht verlassen mussten. Der Attentäter Mevlid Jašarević, der am 28. Oktober 2011 das islamistische Attentat auf die US-Botschaft in Sarajevo verübte, hatte zeitweise in Gornja Maoča gelebt. Das Dorf war Ziel mehrerer Polizeiaktionen. Islamistische Extremisten waren in den vergangenen Jahren für mindestens drei weitere Attentate verantwortlich, darunter den Bombenanschlag auf eine Polizeistation in Bugojno 2010, den Terroranschlag in Sarajevo 2015 und die Attacke auf eine Polizeiwache in Zvornik 2015.